# バーニーズ2
『バーニーズ2』（原題：Weekend at Bernie's II）は、ロバード・クライン監督のアメリカ映画。『バーニーズ あぶない!?ウィークエンド』の続編である。

## あらすじ
ハンプトン島でのバカンスを終え、ニューヨークに戻ってきたラリーとリチャード。社長バーニーの不正を発見した功績を引っさげて意気揚々と出社する2人だったが、逆に会社側に不正への関与を疑われてしまいあえなく首に。再就職先を探すリチャードを高級レストランに呼び出すラリー。「バーニーが隠した200万ドルを2人で手に入れよう」と持ちかける。
だがそのためには、死体となったバーニーを再び生きているように見せかける必要があった。一方この200万ドルを狙っていたのは、バーニーのギャング仲間達も同じだった。何故かブードゥーの呪術師の協力を得て、バーニーの死体を復活させる作戦に出る。ところが呪術は失敗!バーニーは音楽を聞くと踊り出すゾンビとなってしまう。カリブ海のセント・トーマス島を舞台に、バーニーが残したお宝をめぐる騒動が巻き起こる。

## スタッフ
- 監督 - ロバード・クライン
- 脚本 - ロバード・クライン
- 撮影 - エド・モーリー

## キャスト
- ラリー（主人公）：アンドリュー・マッカーシー

会社を首になった事によって前作以上の暴走ぶりを発揮する。バーニーのカードを使ったり、死体を盗んだり、目的のためには犯罪すら厭わない。一方で何も考えておらず、バーニーのお宝を奪う計画を立案しながら細部はリチャードに任せきり。物語の終盤で意外な秘密が明らかになる。
- リチャード（主人公の同僚）：ジョナサン・シルバーマン

会社を首になり再就職先を探す。しかしラリーの強引な説得により、ラリーの共犯者として行動することに。何も考えていないラリーに代わって計画の細部をつめてゆく。前作に比べると若干ナンパな性格になっている模様。
- バーニー（元社長）：テリー・カイザー

もともとはラリー達のボスであったが、本作では一貫して「死体」となっている。ブードゥーの呪術でゾンビ化してしまった事により、ラリー達をはじめ様々な人物を翻弄する。
- モブー（呪術師） ： ノヴェラ・ネルソン

セント・トーマス島の呪術師。女性。ギャング達に依頼され、手下を使ってバーニーの復活を試みる。人をヤギにしたり、呪術で洗脳したり様々なワザが使える。
- ハメル ： バリー・ボストウィック

ラリー達が勤務する保険会社の内務調査部に所属する男。ラリー達に不正関与の疑惑をかけて2人を首に追い込む。社長バーニーが隠したお金のありかを2人が知っているとみて、ラリー達を執拗につけまわす。当初は悪人の雰囲気を漂わすも、どんどんボケキャラクターに。
- チャールズ（モブーの手下） ：トム・ライト

もともとはセント・トーマス島のカーニバルを見に来た観光客だったが、モブーの集会に紛れ込んでしまった事で、相棒のヘンリーと共に呪術によって彼女の手下にされてしまう。常にラッパーのようなテンポの良い喋り方をする。
- ヘンリー（モブーの手下）：スティーブ・ジェームス

チャールズの相棒。声が低く体も大きい。
- クローディア ：トロイ・バイヤー

ラリーがセント・トーマス島のビーチでナンパに成功した美女。父親が呪術に詳しい。物語の後半からラリー達と行動を共にする。

## その他
映画の冒頭部分はアニメーションになっている。